# Gunther von Minnigerode
Gunther von Minnigerode (* 6. Oktober 1929 in Osterode am Harz; † 31. Oktober 1998 in Göttingen) war ein deutscher Physiker.
Gunther von Minnigerode entstammte dem niedersächsischen Uradelsgeschlecht Minnigerode. Er studierte nach einer landwirtschaftlichen Ausbildung Physik in Göttingen und wurde dort 1959 von Rudolf Hilsch promoviert und 1966 habilitiert. 1967 wurde er als Professor auf den Lehrstuhl für Angewandte Physik in Köln berufen, 1972 kehrte er zurück an die Georg-August-Universität Göttingen als Professor für Experimentalphysik und Leiter des 1. Physikalischen Instituts. Dort hielt er die große zweisemestrige Einführungsvorlesung Physik I und II in der Tradition und im Stil seines Vorvorgängers Robert Wichard Pohl.
Die Schwerpunkte seiner Forschungen lagen im Bereich der Festkörperphysik, dort insbesondere auf dem Gebiet der Supraleitung von Metallen und Oxiden sowie der Rastersondenmikroskopie. Sein besonderes Interesse galt der Sammlung historischer physikalischer Geräte.
Gunther von Minnigerode war seit 1979 Mitglied der Akademie der Wissenschaften zu Göttingen, von 1988 bis 1992 auch ihr Präsident. 1985 bis 1987 war er Vizepräsident der Georg-August-Universität Göttingen. Er war Mitglied der New York Academy of Sciences.
Gut ein halbes Jahr nach seiner Emeritierung starb Gunther von Minnigerode. Sein Nachfolger auf dem Lehrstuhl für Experimentalphysik und Leiter des 1. Physikalischen Instituts wurde Konrad Samwer.